# Miss Australia

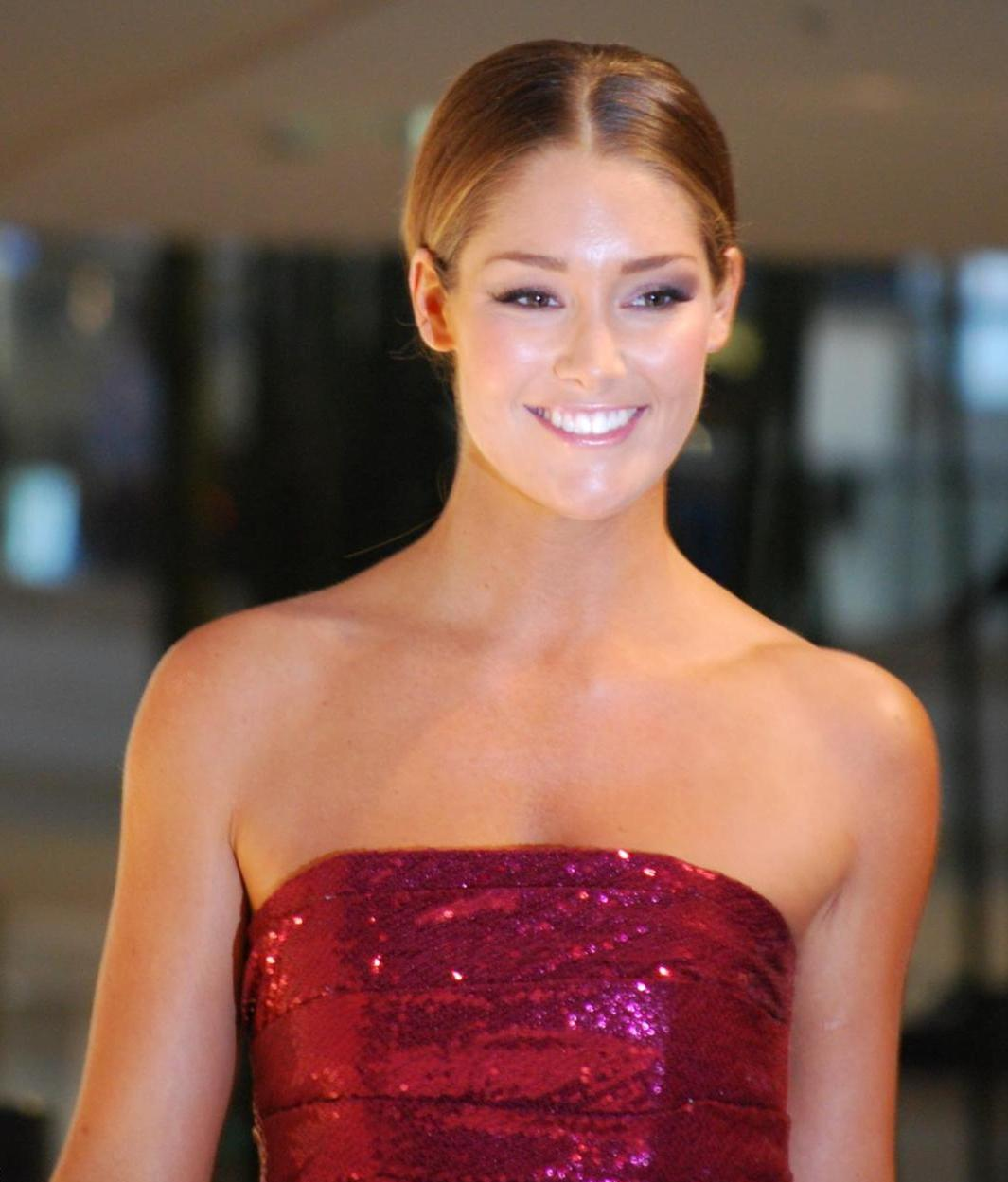
Erin McNaught, Miss Universo Australia 2006.

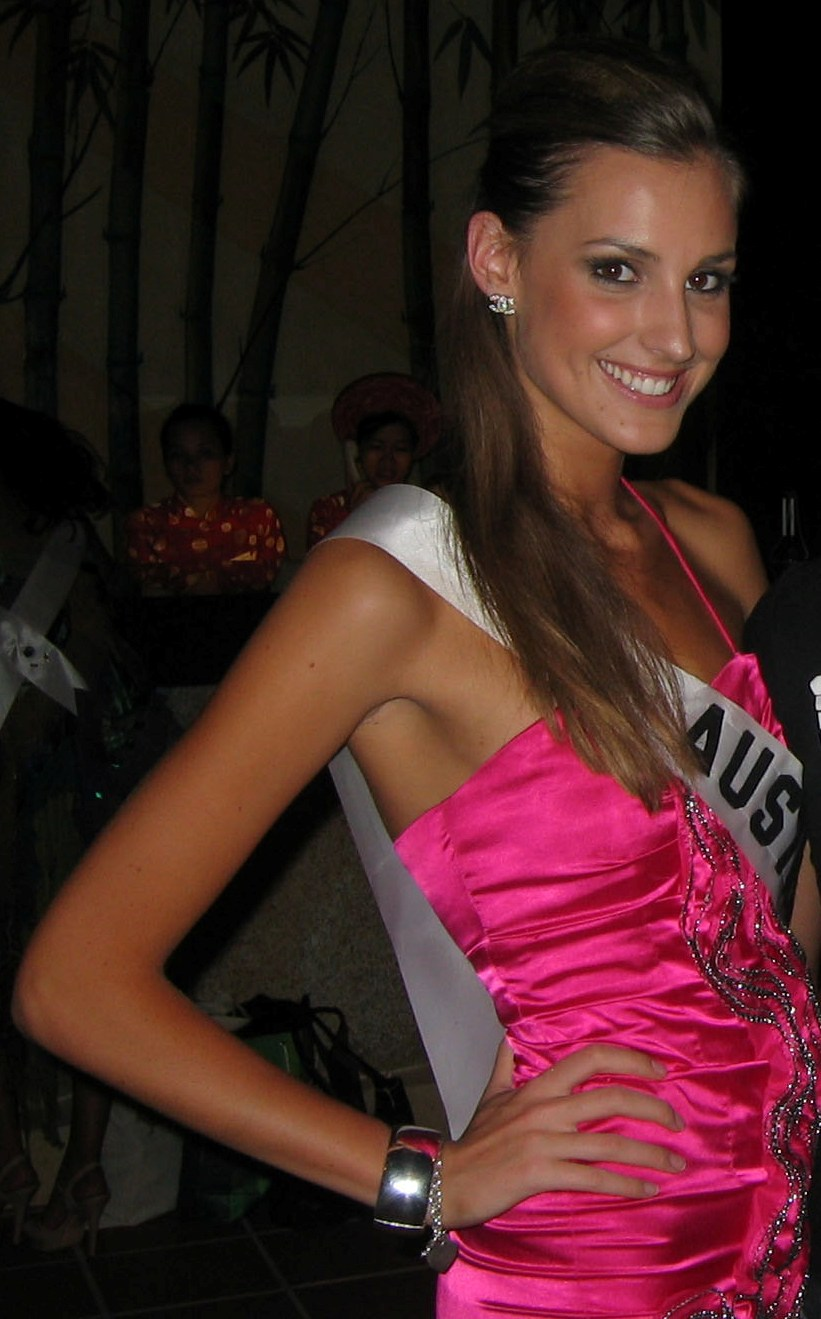
Laura Dundovic, Miss Universo Australia 2008.

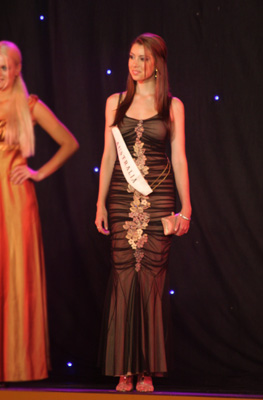
Katie Richardson, Miss Mondo Australia 2008.

Miss Australia era un concorso di bellezza che si è tenuto in Australia dal 1954 al 2000.
In realtà il titolo esisteva sin dal 1908, ma solo dal 1954 il concorso è stato associato con l'associazione benefica Spastic Centre. Infatti il concorso si poneva come scopo primario il raccogliere fondi per l'associazione benefica. Dal 1926 il concorso prendeva il nome di Miss Australia Quest, nome che mantenne sino al 1992 quando fu cambiato in Miss Australia Award.
Durante il concorso venivano scelte anche le concorrenti australiane per Miss Universo e Miss Mondo. Attualmente vengono svolti due concorsi appositi per scegliere le candidate: Miss Universo Australia e Miss Mondo Australia, a cui sono stati affiancati anche i concorsi Miss Terra Australia e Miss International Australia, per scegliere le candidate per Miss Terra e Miss International.

## Albo d'oro

### Miss Australia
| Anno | Vincitrice              | Piazzamento a Miss Universo |
| ---- | ----------------------- | --------------------------- |
| 2018 | Francesca Hung          |                             |
| 2017 | Olivia Rogers           |                             |
| 2016 | Caris Tiivel            |                             |
| 2015 | Monika Radulovic        | 5ª classificata             |
| 2014 | Tegan Martin            | Semifinalista               |
| 2013 | Olivia Wells            |                             |
| 2012 | Renae Ayris             | 4ª classificata             |
| 2011 | Scherri-Lee Biggs       | Semifinalista               |
| 2010 | Jesinta Campbell        | 3ª classificata             |
| 2009 | Rachael Finch           | 4ª classificata             |
| 2008 | Laura Dundovic          | Semifinalista               |
| 2007 | Kimberley Busteed       |                             |
| 2006 | Erin McNaught           |                             |
| 2005 | Michelle Guy            |                             |
| 2004 | Jennifer Hawkins        | Vincitrice                  |
| 2003 | Sarah Davies            |                             |
| 2002 | Sarah Davies            |                             |
| 2000 | Samantha Frost          |                             |
| 1999 | Michelle Shead          |                             |
| 1998 | Renee Henderson         |                             |
| 1997 | Laura Csortan           |                             |
| 1996 | Jodie McMullen          |                             |
| 1995 | Jacqueline Shooter      |                             |
| 1994 | Michelle Van Eimeren    |                             |
| 1993 | Voni Delfos             | Finalista                   |
| 1992 | Georgina Denahy         | Semifinalista               |
| 1990 | Charmaine Ware          |                             |
| 1989 | Karen Wenden            |                             |
| 1988 | Vanessa Lynn Gibson     |                             |
| 1987 | Jennine Susan Leonarder |                             |
| 1986 | Christina Lucinda Bucat |                             |
| 1985 | Elizabeth Rowly         |                             |
| 1984 | Donna Rudrum            |                             |
| 1983 | Simone Cox              |                             |
| 1982 | Lou Ann Ronchi          |                             |
| 1981 | Karen Sang              |                             |
| 1980 | Katrina Judith Rose     |                             |
| 1979 | Kerry Dunderdale        |                             |
| 1978 | Beverly Frances Pinder  |                             |
| 1977 | Jill Maree Minahan      |                             |
| 1976 | Julie Ismay             | 5ª classificata             |
| 1975 | Jennifer Matthews       |                             |
| 1974 | Yasmin Nagy             | Semifinalista               |
| 1973 | Susan Mainwaring        |                             |
| 1972 | Kerry Anne Wells        | Vincitrice                  |
| 1971 | Suzanne Rayward         | 2ª classificata             |
| 1970 | Joan Zealand            | 3ª classificata             |
| 1969 | Joanne Barret           | 3ª classificata             |
| 1968 | Laureen Jones           |                             |
| 1965 | Pauline Verey           | Semifinalista (Top 15)      |
| 1964 | Ria Lubyen              |                             |
| 1958 | Astrid Lindholm         |                             |
| 1954 | Shirley Bliss           |                             |
| 1953 | Maxine Morgan           | 5ª classificata             |
| 1952 | Leah MacCartney         |                             |